# Коралли, Владимир Филиппович
Владимир Филиппович Коралли (настоящее имя Вольф Фро́имович Ке́мпер; 24 февраля [9 марта] 1906, Одесса, Российская империя — 14 апреля 1995, Москва, Россия) — советский эстрадный певец, куплетист, конферансье. Заслуженный работник культуры РСФСР (1979).

## Биография
Владимир Филиппович (Вольф-Бер Фроимович) Кемпер родился в Одессе 24 февраля (9 марта) 1906 года, в семье портового рабочего Фроима Хаимовича Кемпера (1858—1911), уроженца Сальницы Литинского уезда Подольской губернии, и его жены Хаи-Песи Лемковны (Полины Леонтьевны) Кемпер (1867—1940), был тринадцатым ребёнком, из которых шестеро умерли в раннем возрасте. Семья жила в доме на Внешней улице. Отец умер 19 января 1911 года, когда ребёнку не было ещё и шести лет, и главным кормильцем семьи стал его старший брат Юлий, выступавший в иллюзионе «Фурор» на Водопроводной улице как куплетист и эффектёр (а также перебежчик) под сценическим псевдонимом «Юлий Ленский». Во время Первой мировой войны Юлий Ленский был призван на фронт и погиб в 1916 году.
Будучи учеником хедера, Владимир Кемпер был отобран певчим в хор кантора Минковского Бродской синагоги, где также пели его братья Зиновий (Ушер-Зейлик, 1900—1941) и Эмиль; в хоре Бродской синагоги он пел до 1918 года. После окончания хедера ещё два года учился в Первом казённом училище.
Вскоре братьев заметил антрепренёр Яков Георгиевич Шошников (1887—1941) и Владимир и Эмиль Кемперы начали выступать в дуэте «Братья Коралли». Их дебют состоялся в 1915 году на сцене детского театра «Водевиль», где они исполняли специально написанные для них песни и разыгрывали юмористические сценки. Куплеты для Коралли писал старший по возрасту гимназист Макс Поляновский. Позже выступал в детском театре «Большой Ришельевский» в дуэте с Тасей Равич (которая впоследствии стала выступать в дуэте «Таген» со своим мужем Генрихом Броунталем). В 1918 году немецкие оккупационные власти закрыли театр «Зелёный попугай» после исполнения Коралли политических куплетов «Хай беруть, хай везуть!». В том же году импресарио Михаил Пинтер устроил двенадцатилетнему Коралли гастроли в иллюзионах Екатеринослава, Николаева и Херсона; позже он заключил контракты на выступления в центральных кинотеатрах «Художественный», «Колизей», «Победа», «Шантеклер» и «Комета». Помимо куплетов на злобу дня, он выступал также как артист разговорного жанра, конферансье и юморист. Его авторами в это время были известные в городе литераторы — Николай Южный, Рубен Чинаров, Мирон Ямпольский. Музыку для куплетов писал композитор Давид Дорман.
В 1920-е годы Вл. Коралли был одним из самых известных куплетистов в Одессе. В середине 1920-х годов у него сложился дуэт с певицей Ядвигой Махиной. В 1924 году, после успешных гастролей в московском саду «Аквариум» (куда его пригласил конферансье Александр Абрамович Менделевич), начал выступать с программой музыкальных фельетонов, литмонтажей и обозрений в саду «Эрмитаж». В декабре 1928 года он познакомился с начинающей певицей Клавдией Шульженко, которая в 1930 году стала его женой. Летом того же года молодожёны поселились в Ленинграде, где начали выступать в мюзик-холле.
Владимир Коралли вскоре создал для мюзик-холла собственную 15-минутную программу «Карта Октябрей» (музыкальным руководителем номера был Исаак Дунаевский), с которой дебютировал 7 ноября 1930 года в  ЛАТОБ имени С. М. Кирова. Программа являла собой литмонтаж Михаила Туберовского по стихам Владимира Маяковского, Николая Асеева, Александра Жарова, Михаила Светлова, Демьяна Бедного. Вместе с женой работал в Военно-театральном бюро (ВТБ) при Ленинградском Доме Красной Армии. Сыграл роль кулака Кости Мигуцкого в картине Михаила Авербаха «Кто твой друг» (1934); Клавдия Шульженко сыграла ткачиху хлопчатобумажной фабрики Веру. В 1938—1939 годах выступал с Клавдией Шульженко в джаз-ансамбле под управлением Якова Скоморовского. В 1939 году В. Ф. Коралли возглавил собственный джаз-ансамбль при Ленгосэстраде, который до войны успел выпустить два спектакля и с которым во время Великой Отечественной войны он и Клавдия Шульженко (часто как дуэт) выступали перед солдатами в составе культпросветбригады как Ленинградский фронтовой джаз-ансамбль (также — Джаз-ансамбль Ленинградского Дома Красной Армии С. М. Кирова, 1939—1945). В 1942 году ими была подготовлена специальная программа «Города-герои».
В 1950-е годы В. Коралли возглавлял концертную бригаду певицы Нины Пантелеевой, где также выступал как конферансье. С 1960-х годов выступал с фельетонами и куплетами в различных музыкальных программах.
Среди исполняемых Владимиром Коралли песен (в том числе в дуэте с Клавдией Шульженко) — «Как за Камой, за рекой» (В. П. Соловьёв-Седой — В. М. Гусев), «Капризное счастье» (И. С. Жак — Владимир Михайлов, Дмитрий Толмачёв), «Клава» (И. Жак — М. Гелер), «Любовь и спорт» (А. А. Владимирцов — А. А. Д’актиль), «Роман с квасом» (А. А. Владимирцов — А. Ставроцкий), «Трое любимых» (И. С. Жак — Г. Л. Рублёв), «Часы пока идут» (Б. И. Фомин — П. Д. Герман).
В апреле 1985 года «в честь 40-летия победы в Великой Отечественной войне 1941—1945 гг.» награждён Орденом Отечественной войны II степени.
Книга воспоминаний Владимира Коралли «Сердце, отданное эстраде», вышла в 1988 году.
Умер 14 апреля 1995 года. Похоронен в Москве на Новодевичьем кладбище (участок № 10) рядом с женой.

## Семья
Жена (с 1930 по 1956) — эстрадная певица Клавдия Шульженко. Сын — Игорь Владимирович Кемпер (1932—2020), работал главным инженером «Мосгаза».
Брат — Эмиль (Мендель Фроимович) Кемпер (1902—1980), эстрадный певец и дирижёр, с 1935 года руководитель Ленинградского джаз-оркестра (на грамзаписях — Эмиль Кемпер и его джаз-оркестр, джаз-оркестр под управлением Эмиля Кемпера); его жена — эстрадная певица Мария Ивановна Дарская (1903—1937, расстреляна). У него были также братья Иось, Юлий и Ушер-Зейлик (Зиновий, 1900—1941), сёстры Лея (в замужестве Бродская, 1893—?), Бейла (1897—1897) и Бася (1898—1899).